# Zhang Yuning
Zhang Yuning (en chino tradicional, 張玉寧; en chino simplificado, 张玉宁; pinyin, Zhāng Yùníng; Wenzhou, Zhejiang, 5 de enero de 1997) es un futbolista chino que juega como delantero en el Beijing Guoan de la Superliga de China.

## Trayectoria

### Hangzhou Greentown
Desde el año 2008, Zhang realizó las divisiones juveniles del Hangzhou Greentown, se destacó como delantero goleador.
En el año 2015 fue ascendido al plantel principal. Estuvo en el banco de suplentes en las fechas 3 y 9 de la Superliga China, el 22 de abril y 9 de mayo respectivamente, pero no tuvo minutos.
Debutó como profesional el 13 de mayo de 2015, en la tercera ronda de la Copa de China, jugó como titular contra Wuhan Hongxing, al minuto 18 anotó su primer gol oficial, pero el rival empató, por lo que fueron a penales, instancia en la que se convirtieron los primeros 14 penales ejecutados, 7 por cada equipo, el octavo disparo de Wuhan Hongxing falló y le quedó a Zhang patear el octavo penal de su equipo, lo convirtió y clasificaron a la siguiente fase. Jugó su primer partido con 18 años y 128 días.

### Vitesse
Fichó por el equipo profesional neerlandés Vitesse, para comenzar la temporada 2015/16 con el club. El 1 de julio de 2015 firmó contrato por 2 años con el club.
En principio se unió a la categoría sub-19 para adaptarse al ritmo europeo. A fin de año ya jugaba con la reserva, en el campeonato sub-21.
Fue convocado por primera vez, para jugar con el plantel principal el 6 de febrero de 2016, estuvo en el banco de suplentes pero no ingresó.
En la fecha siguiente, el 13 de febrero, se produjo su debut oficial en Europa, ingresó al minuto 86 para enfrentar a Heerenveen y ganaron 3 a 0 en la jornada 23 de la Eredivisie. El encuentro, lo disputó con 19 años y 39 días, utilizó la camiseta número 43.
El 6 de marzo, en su cuarto partido oficial, se enfrentaron a Roda JC, Zhang ingresó con el partido empatado a un gol, al minuto 88, 3 minutos le bastaron para anotar su primer gol como profesional con Vitesse y lograr el triunfo por 2 a 1, en el Parkstad Limburg Stadion ante más de 15.100 espectadores. Con 19 años y 61 días, se convirtió en el primer jugador chino en marcar un gol en la primera división neerlandesa.
Su primer partido como titular, fue el 8 de mayo en la última fecha, se enfrentaron a Twente en el De Grolsch Veste ante más de 26.500 personas, Zhang aportó un gol, y finalmente empataron 2 a 2.
En su primera temporada europea, disputó 8 partidos, uno como titular y anotó 2 goles. Vitesse finalizó noveno en la liga neerlandesa.

### West Bromwich Albion
El jugador chino firmó por el West Bromwich Albion en el verano de 2017, pero ante la imposibilidad a corto plazo de conseguir el permiso de trabajo requerido en Reino Unido, el club inglés optó por cederlo a la Bundesliga minutos después de hacer oficial el fichaje. El Werder Bremen alemán será el equipo en el que estará las temporadas 2017-2018 y 2018-2019, como cedido.

## Selección nacional

### Categorías inferiores
Zhang ha sido parte de la selección de China en las categorías inferiores sub-17, sub-20 y sub-23.

#### Participaciones en categorías inferiores
| Competición                      | Sede  | Resultado      | Partidos | Goles |
| -------------------------------- | ----- | -------------- | -------- | ----- |
| Campeonato Sub-16 de la AFC 2012 | Irán  | Fase de grupos | 3        | 2     |
| Campeonato Sub-23 de la AFC 2016 | Catar | Fase de grupos | 3        | 0     |

### Absoluta
Zhang fue convocado por primera vez a la selección mayor de China para jugar unos amistosos en la fecha FIFA de junio.
Debutó el 3 de junio de 2016, a pesar de ser su primer partido, el técnico Gao Hongbo lo mandó a la cancha como titular, anotó 2 goles y vencieron 4 a 2 a Trinidad y Tobago. Disputó su primer encuentro con 19 años y 150 días.

### Goles internacionales
| # | Fecha                   | Lugar                                                | Oponente          | Gol | Resultado | Competición                                |
| - | ----------------------- | ---------------------------------------------------- | ----------------- | --- | --------- | ------------------------------------------ |
| 1 | 3 de junio de 2016      | Estadio Olímpico de Qinhuangdao, Qinhuangdao, China  | Trinidad y Tobago | 2–0 | 4–2       | Amistoso                                   |
| 2 | 3 de junio de 2016      | Estadio Olímpico de Qinhuangdao, Qinhuangdao, China  | Trinidad y Tobago | 3–0 | 4–2       | Amistoso                                   |
| 3 | 11 de junio de 2021     | Estadio Sharjah, Sharjah, Emiratos Árabes Unidos     | Maldivas          | 4–0 | 5–0       | Clasificación para la Copa Mundial de 2022 |
| 4 | 15 de junio de 2021     | Estadio Sharjah, Sharjah, Emiratos Árabes Unidos     | Siria             | 3–1 | 3–1       | Clasificación para la Copa Mundial de 2022 |
| 5 | 7 de octubre de 2021    | Estadio Sharjah, Sharjah, Emiratos Árabes Unidos     | Vietnam           | 1–0 | 3–2       | Clasificación para la Copa Mundial de 2022 |
| 6 | 6 de junio de 2024      | Estadio Olímpico de Shenyang, Shenyang, China        | Tailandia         | 1–1 | 1–1       | Clasificación para la Copa Mundial de 2026 |
| 7 | 15 de octubre de 2024   | Estadio de Fútbol Juvenil de Qingdao, Qingdao, China | Indonesia         | 2–0 | 2–1       | Clasificación para la Copa Mundial de 2026 |
| 8 | 14 de noviembre de 2024 | Estadio Nacional de Baréin, Riffa, Baréin            | Baréin            | 1–0 | 1–0       | Clasificación para la Copa Mundial de 2026 |

## Estadísticas
Actualizado al 30 de junio de 2025.
| Club                            | Div.          | Temporada     | Liga  | Liga  | Copas nacionales | Copas nacionales | Torneos internacionales | Torneos internacionales | Total | Total |
| Club                            | Div.          | Temporada     | Part. | Goles | Part.            | Goles            | Part.                   | Goles                   | Part. | Goles |
| ------------------------------- | ------------- | ------------- | ----- | ----- | ---------------- | ---------------- | ----------------------- | ----------------------- | ----- | ----- |
| Hangzhou Greentown China        | 1.ª           | 2015          | 0     | 0     | 1                | 1                | —                       | —                       | 1     | 1     |
| Hangzhou Greentown China        | Total club    | Total club    | 0     | 0     | 1                | 1                | 0                       | 0                       | 1     | 1     |
| S. B. V. Vitesse · Países Bajos | 1.ª           | 2015-16       | 8     | 2     | 0                | 0                | —                       | —                       | 8     | 2     |
| S. B. V. Vitesse · Países Bajos | 1.ª           | 2016-17       | 16    | 1     | 3                | 1                | —                       | —                       | 19    | 2     |
| S. B. V. Vitesse · Países Bajos | Total club    | Total club    | 24    | 3     | 3                | 1                | 0                       | 0                       | 27    | 4     |
| Werder Bremen · Alemania        | 1.ª           | 2017-18       | 0     | 0     | 0                | 0                | —                       | —                       | 0     | 0     |
| Werder Bremen · Alemania        | Total club    | Total club    | 0     | 0     | 0                | 0                | 0                       | 0                       | 0     | 0     |
| ADO Den Haag · Países Bajos     | 1.ª           | 2018-19       | 6     | 0     | 0                | 0                | —                       | —                       | 6     | 0     |
| ADO Den Haag · Países Bajos     | Total club    | Total club    | 6     | 0     | 0                | 0                | 0                       | 0                       | 6     | 0     |
| Beijing Guoan China             | 1.ª           | 2019          | 25    | 8     | 1                | 0                | 6                       | 0                       | 32    | 8     |
| Beijing Guoan China             | 1.ª           | 2020          | 18    | 6     | 1                | 0                | 6                       | 2                       | 25    | 8     |
| Beijing Guoan China             | 1.ª           | 2021          | 20    | 10    | 0                | 0                | 0                       | 0                       | 20    | 10    |
| Beijing Guoan China             | 1.ª           | 2022          | 30    | 19    | 0                | 0                | ―                       | ―                       | 30    | 19    |
| Beijing Guoan China             | 1.ª           | 2023          | 6     | 0     | 0                | 0                | ―                       | ―                       | 6     | 0     |
| Beijing Guoan China             | 1.ª           | 2024          | 17    | 4     | 2                | 2                | ―                       | ―                       | 19    | 6     |
| Beijing Guoan China             | 1.ª           | 2025          | 15    | 2     | 1                | 1                | 0                       | 0                       | 16    | 3     |
| Beijing Guoan China             | Total club    | Total club    | 131   | 49    | 5                | 3                | 12                      | 2                       | 148   | 54    |
| Total carrera                   | Total carrera | Total carrera | 161   | 52    | 9                | 5                | 12                      | 2                       | 182   | 59    |

## Palmarés

### Títulos nacionales
| Título                   | Club             | País         | Año     |
| ------------------------ | ---------------- | ------------ | ------- |
| Copa de los Países Bajos | S. B. V. Vitesse | Países Bajos | 2016-17 |